# جامعة بكين
جامعة بكين (北京大學)، معروفة عموما في الصين بـ (北大، بيدا)، جامعة بحث رئيسية واقعة في بكين، في الصين. والجامعة الوطنية الأولى للصين.
جامعة بكين هي جامعة حكومية شاملة تشتهر بعلو مستواها الاكاديمى : في الآداب والعلوم. تأسست قي عام 1898، وتعتبر إحدى أقدم الجامعات الصينية.
وبعد أكثر من مائة سنة من التطور، أصبح لجامعة بكين حاليا 5 كليات، منها كلية الدراسات الإنسانية وكلية العلوم الاجتماعية وكلية العلوم الطبيعية وكلية المعلومات والهندسة وكلية الطب و42 قسما و216 مركز بحوث و18 مستشفى تابعا لها. وتشتهر الجامعة قي البلاد كلها باقسامها للغة الصينية واللغة الإنجليزية والتاريخ والفيزياء وعلوم الحياة.

## التاريخ

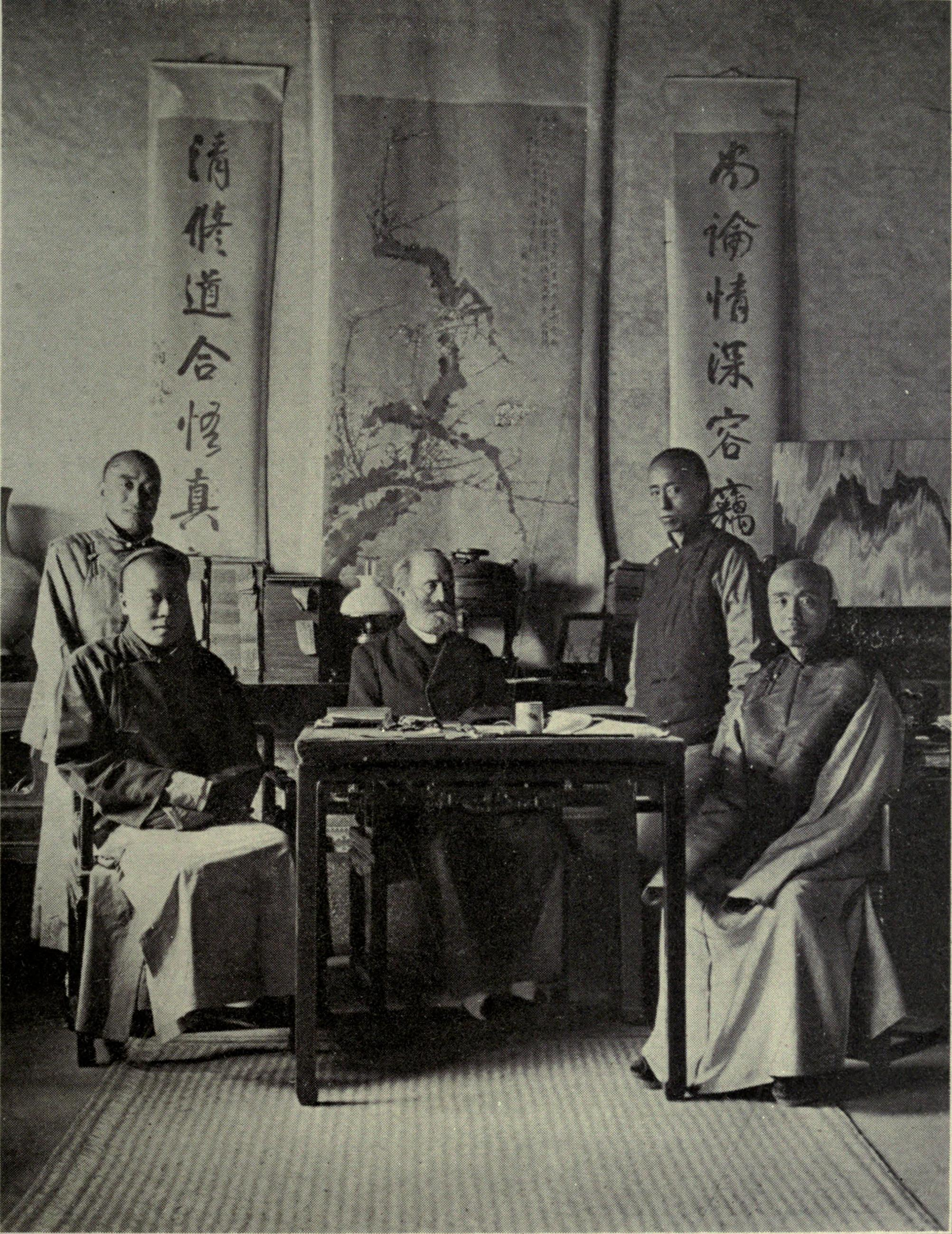
ويليام ألكسندر بارسون مارتن ، عميد قسم التعلم الغربي مع طلابه.

بعد هزيمة الصين في الحرب الصينية اليابانية، دعا المثقفون - بما في ذلك كانج يووي، وليانغ تشيتشاو وين فو - إلى إصلاحات في نظام التعليم في البلاد. في يونيو 1896، اقترح الوزير لي دوانفن إنشاء جامعة في العاصمة. في 11 يونيو 1898، أجاز إمبراطور غوانغشو، كجزء من إصلاح المائة يوم، إنشاء الجامعة الإمبراطورية في بكين (الصينية المبسطة: 京师 大 学堂 ؛ الصينية التقليدية: 京師 大 學堂 ؛ بينيين: Jīngshī Dàxuétáng). تأسست الجامعة الإمبراطورية رسميًا في 3 يوليو 1898 عندما وافق الإمبراطور على الميثاق الملكي الذي كتبه ليانغ. الوزير سون جياناي كلف بالتنفيذ. كان ويليام الكسندر بارسونز مارتن أول رئيس. ألغيت معظم الإصلاحات عندما استولت الإمبراطورة الأرملة تسيشي على السلطة في 21 سبتمبر. نجت الجامعة وافتتحت في 31 ديسمبر مع 160 طالبًا، بدلاً من 500 طالب.
في عام 1900، أصيبت الجامعة بالشلل بسبب تمرد الملاكمين، وفي وقت لاحق من هذا العام، دخلت «قوى الحلفاء الثمانية» (八国联军) بكين وتم تعليق عمل الجامعة. في عام 1902، تم دمج مدرسة «جينغشيتونغوينغوان»، التي أنشأتها محكمة تشينغ عام 1862 لتعلم اللغات الأجنبية، في الجامعة الإمبراطورية في بكين. في عام 1904، أرسلت الجامعة 47 طالبًا للدراسة في الخارج، وهي المرة الأولى التي ترسل فيها مؤسسة التعليم العالي الصينية طلابًا إلى دول أجنبية.
بعد ثورة شينهاي، تم تغيير اسم الجامعة الإمبراطورية في بكين إلى «جامعة بكين الحكومية» في عام 1912 ثم إلى «جامعة بكين الوطنية» في عام 1919 (الصينية المبسطة: 国立 北京大学 ؛ الصينية التقليدية: 國立 北京大學 ؛ بينيين: Guólì Běijīng Dàxué).

### فترة جمهورية الصين المبكرة (1916-1927)
تم تعيين الباحث الشهير تساي يوانبي رئيسًا في 4 يناير 1917، وساعد في تحويل جامعة بكين إلى أكبر مؤسسة للتعليم العالي في البلاد، مع 14 قسمًا وتسجيلًا لأكثر من 2000 طالب. قدم الرئيس كاي، مستوحى من النموذج الألماني للحرية الأكاديمية، حوكمة أعضاء هيئة التدريس والإدارة الديمقراطية للجامعة. قام تساي بتجنيد هيئة تدريس متنوعة فكريا تضمنت بعضًا من أبرز الشخصيات في حركة الثقافة الجديدة التقدمية، بما في ذلك هو شيه وليو بانونج وما ينتشو ولي دازهاو وتشين دوكسيو ولو شيون وليانغ شومينغ. وفي الوقت نفسه، قام المحافظان البارزان قو هونغ مينغ وهوانغ كان بالتدريس أيضًا في الجامعة. مؤيدًا قويًا لحرية الفكر، دعا كاي إلى الاستقلال التعليمي واستقال عدة مرات احتجاجًا على سياسة الحكومة وتدخلها.

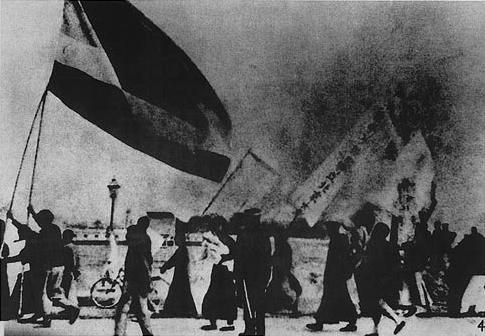
طلاب جامعة بكين يحتجون على معاهدة فرساي في حركة الرابع من مايو.

في الأول من مايو عام 1919، علم بعض طلاب جامعة بكين أن معاهدة فرساي ستسمح لليابان بالحصول على حقوق الاستعمار الألمانية في مقاطعة شاندونغ. وسرعان ما تم تنظيم اجتماع في جامعة بكين ضم هؤلاء الطلاب وممثلين من جامعات أخرى في بكين. في 4 مايو، سار طلاب من ثلاث عشرة جامعة إلى تيانانمين للاحتجاج على شروط معاهدة فرساي، وطالبوا حكومة بييانغ برفض التوقيع على المعاهدة. كما طالب المتظاهرون بالاستقالة الفورية لثلاثة مسؤولين: تساو رولين، وزير النقل، وتشانغ زونغ شيانغ، سفير الصين لدى اليابان، ولو تسونغ يو، وزير المالية، الذين يعتقدون أنهم يتعاونون مع اليابان. وانتهى الاحتجاج بضرب واعتقال بعض المتظاهرين، وحرق المتظاهرون منزل كاو رولين. في أعقاب الاحتجاج في 4 مايو، أضرب الطلاب والعمال والتجار من جميع المدن الصينية الرئيسية تقريبًا وقاطعوا البضائع اليابانية في الصين. وافقت حكومة بييانغ في النهاية على إطلاق سراح الطلاب المعتقلين وطردت المسؤولين الثلاثة تحت ضغط شعبي مكثف، ورفض ممثلو الصين في باريس التوقيع على معاهدة فرساي.
يُنظر إلى هذه الاحتجاجات، المعروفة الآن باسم حركة الرابع من مايو، على نطاق واسع على أنها واحدة من أهم نقاط التحول في تاريخ الصين الحديث. بمعناها الأوسع، أدت حركة الرابع من مايو إلى تأسيس المثقفين الصينيين الراديكاليين الذين استمروا في حشد الفلاحين والعمال في الحزب الشيوعي واكتساب القوة التنظيمية التي من شأنها أن تعزز نجاح الثورة الشيوعية.

### الحرب العالمية الثانية (1927-1949)
بعد اندلاع الحرب الصينية اليابانية الثانية في عام 1937 والتوسع الناتج عن السيطرة الإقليمية اليابانية في شرق الصين، تم نقل جامعة بكين إلى مدينة تشانغشا الجنوبية الغربية وشكلت جامعة تشانغشا المؤقتة جنبًا إلى جنب مع المدارس القريبة جامعة تسينغهوا وجامعة نانكاي. في عام 1938، انتقلت المدارس الثلاث مرة أخرى، هذه المرة إلى الجنوب الغربي إلى كونمينغ، وشكلت الجامعة الوطنية الجنوبية الغربية المتعاونة.
في عام 1946، بعد استسلام اليابان في الحرب العالمية الثانية، عادت جامعة بكين إلى بكين. في ذلك الوقت، كانت الجامعة تتألف من ست مدارس (الآداب والعلوم والقانون والطب والهندسة والزراعة)، ومعهد أبحاث للعلوم الإنسانية. ارتفع إجمالي عدد الطلاب المسجلين إلى 3000.

### جمهورية الصين الشعبية (1949 حتى الآن)

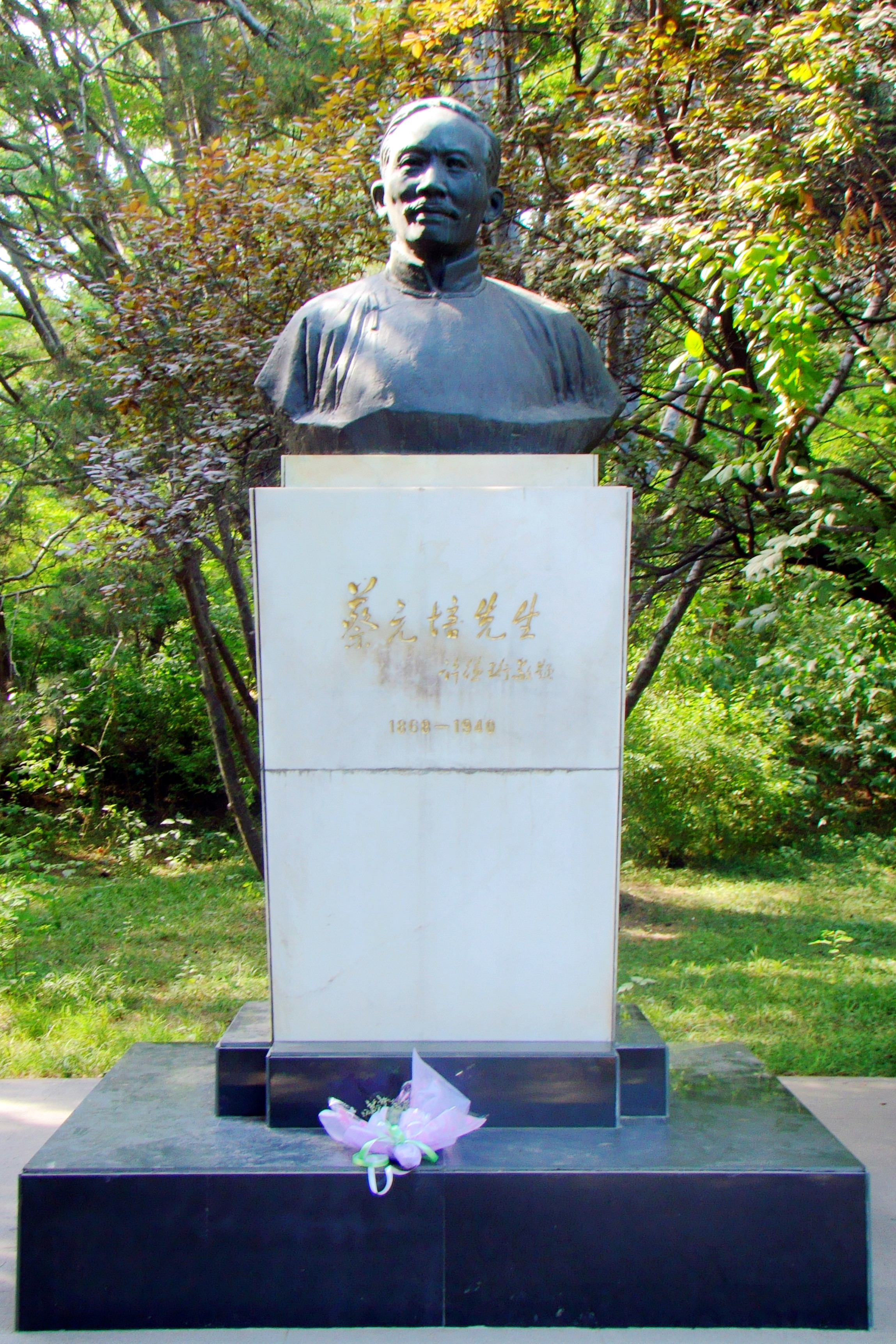
تمثال كاي يوانبي في حرم جامعة بكين

في عام 1949، بعد إنشاء جمهورية الصين الشعبية، فقدت جامعة بكين تسميتها «الوطنية» لتعكس حقيقة أن جميع الجامعات في ظل الدولة الاشتراكية الجديدة ستكون عامة. في عام 1952، أعادت حكومة ماو تسي تونغ تجميع مؤسسات التعليم العالي في البلاد مع مؤسسات فردية تميل إلى التخصص في مجال معين من الدراسة على غرار النموذج السوفيتي. نتيجة لذلك، تم دمج بعض كليات الفنون والعلوم بجامعة تسينغهوا وجامعة ينشينج السابقة في جامعة بكين. لكن في الوقت نفسه، فقدت الجامعة كليات القانون والطب والهندسة والزراعة. تم دمج هذه المدارس والكليات إما في جامعات أخرى أو لتأسيس كليات جديدة. أثناء إعادة التجميع، تم إغلاق جامعة ينينج. انتقلت جامعة بكين من وسط مدينة بكين إلى حرم ينشينج السابق.
بدأت الاضطرابات الأولى للثورة الثقافية في جامعة بكين عام 1966؛ توقف التعليم هناك بين عامي 1966 و 1970.
في 4 مايو 1998، في الذكرى المئوية لتأسيس جامعة بكين، أعلن الأمين العام للحزب الشيوعي جيانغ تسه مين أن الحكومة ستبدأ مشروعًا وطنيًا لتعزيز التعليم العالي في الصين من خلال تمويل جامعات مختارة لتحقيق مستوى عالمي. أطلق على المشروع لاحقًا اسم "985" بناءً على تاريخ إعلانه.
في عام 2000، تم دمج جامعة بكين الطبية مرة أخرى في جامعة بكين وأصبحت الحرم الجامعي للعلوم الصحية بجامعة بكين. تم فصل جامعة بكين الطبية، التي كانت كلية الطب بجامعة بكين، عن جامعة بكين في عام 1952. تمتلك جامعة بكين الآن ثمانية مستشفيات تابعة و 12 مستشفى تعليمي.

## الحرم الجامعي

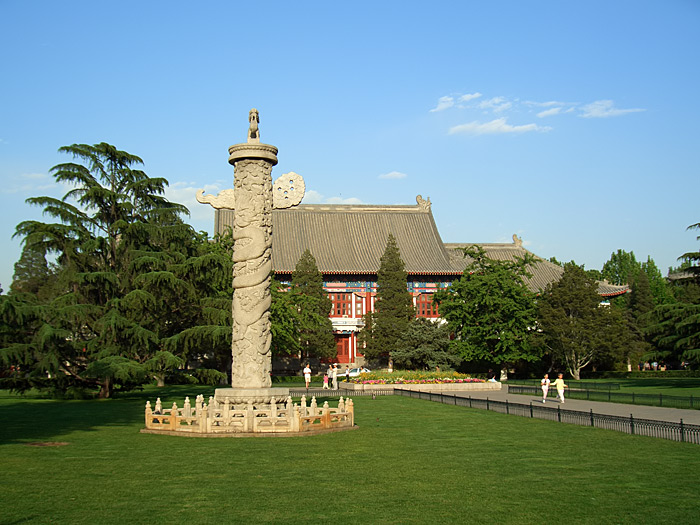
منظر للحرم المركزي

يقع حرم جامعة بكين في الأصل شمال شرق المدينة المحرمة في وسط بكين، وتم نقله لاحقًا إلى الحرم الجامعي السابق لجامعة ينشينج في عام 1952. ويقع الحرم الجامعي الرئيسي في شمال غرب بكين، في حي هايديان، بالقرب من القصر الصيفي وحديقة يوانمينغيوان حيث تم بناء العديد من الحدائق والقصور الأكثر شهرة في بكين.
يقع الحرم الجامعي في الموقع السابق لحدائق أسرة تشينغ الإمبراطورية ويحتفظ بالكثير من المناظر الطبيعية على الطراز الصيني التقليدي، بما في ذلك المنازل التقليدية والحدائق والمعابد والعديد من المباني والمباني التاريخية البارزة. تقدم المناظر الطبيعية في الحرم الجامعي عرضًا للأنماط الغربية جنبًا إلى جنب مع المعايير الجمالية الصينية التقليدية. صمم المهندس المعماري الأمريكي ومؤرخ الفن تالبوت هاملين بعض مباني الجامعة التي شُيدت خلال الفترة من 1919 إلى 1922.
هناك العديد من البوابات التي تؤدي إلى الحرم الجامعي - البوابات الشرقية والغربية والجنوبية، وتعتبر البوابة الغربية الأكثر شهرة بالجداريات المرسومة على سقفها. تقع بحيرة ويمينغ في شمال الحرم الجامعي وتحيط بها ممرات للمشي وحدائق صغيرة. تستضيف الجامعة العديد من المتاحف، مثل متحف تاريخ الجامعة ومتحف آرثر إم ساكلر للفنون والآثار.

تشمل العناصر البارزة في هذه المتاحف قطعًا جنائزية تم التنقيب عنها في بكين وتعود إلى آلاف السنين من قبور أفراد العائلة المالكة في فترة الممالك المتحاربة. هناك أواني فخارية طقسية بالإضافة إلى قطع متقنة من المجوهرات معروضة. هناك أيضًا عظام بشرية تم إنشاؤها على طراز الدفن التقليدي لتلك الفترة.

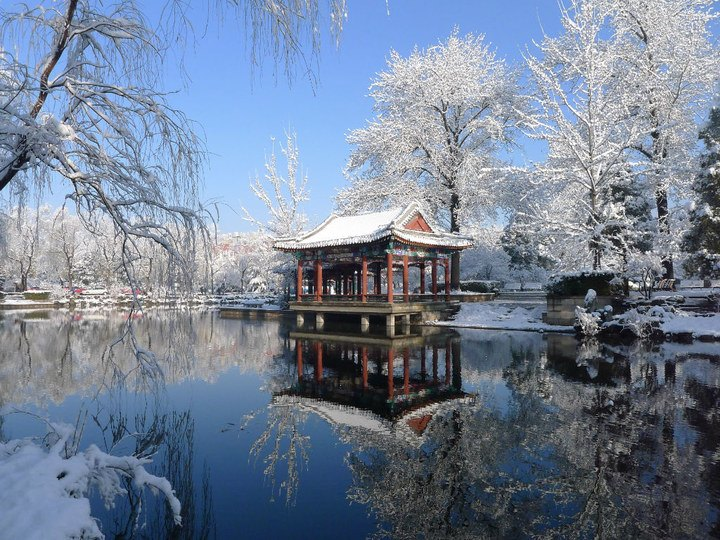
جامعة بكين خلال فصل الشتاء. يقع الحرم الجامعي في حديقة إمبراطورية سابقة.
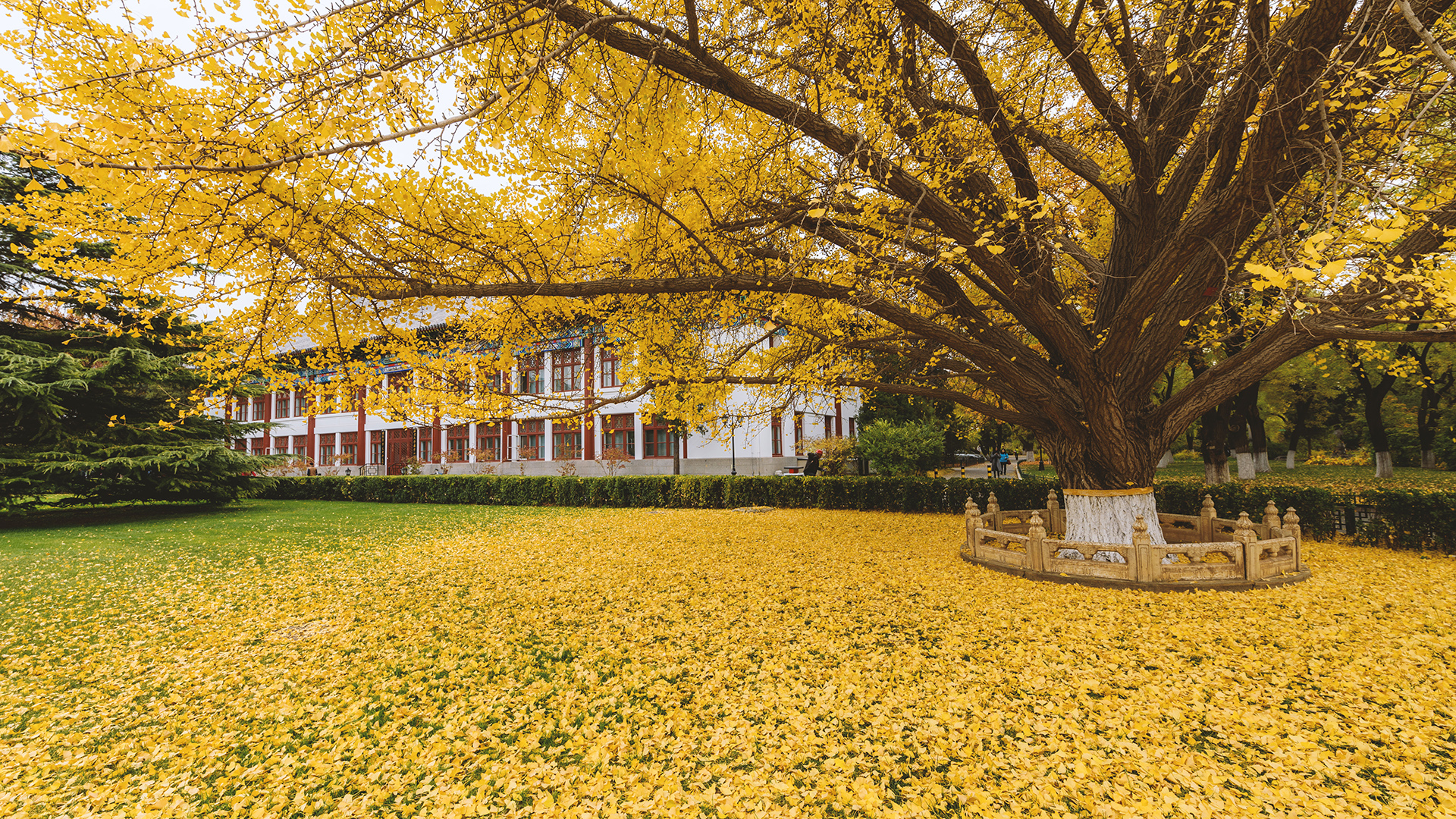
جامعة بكين خلال الخريف. الحرم الجامعي مغطى بالذهب.
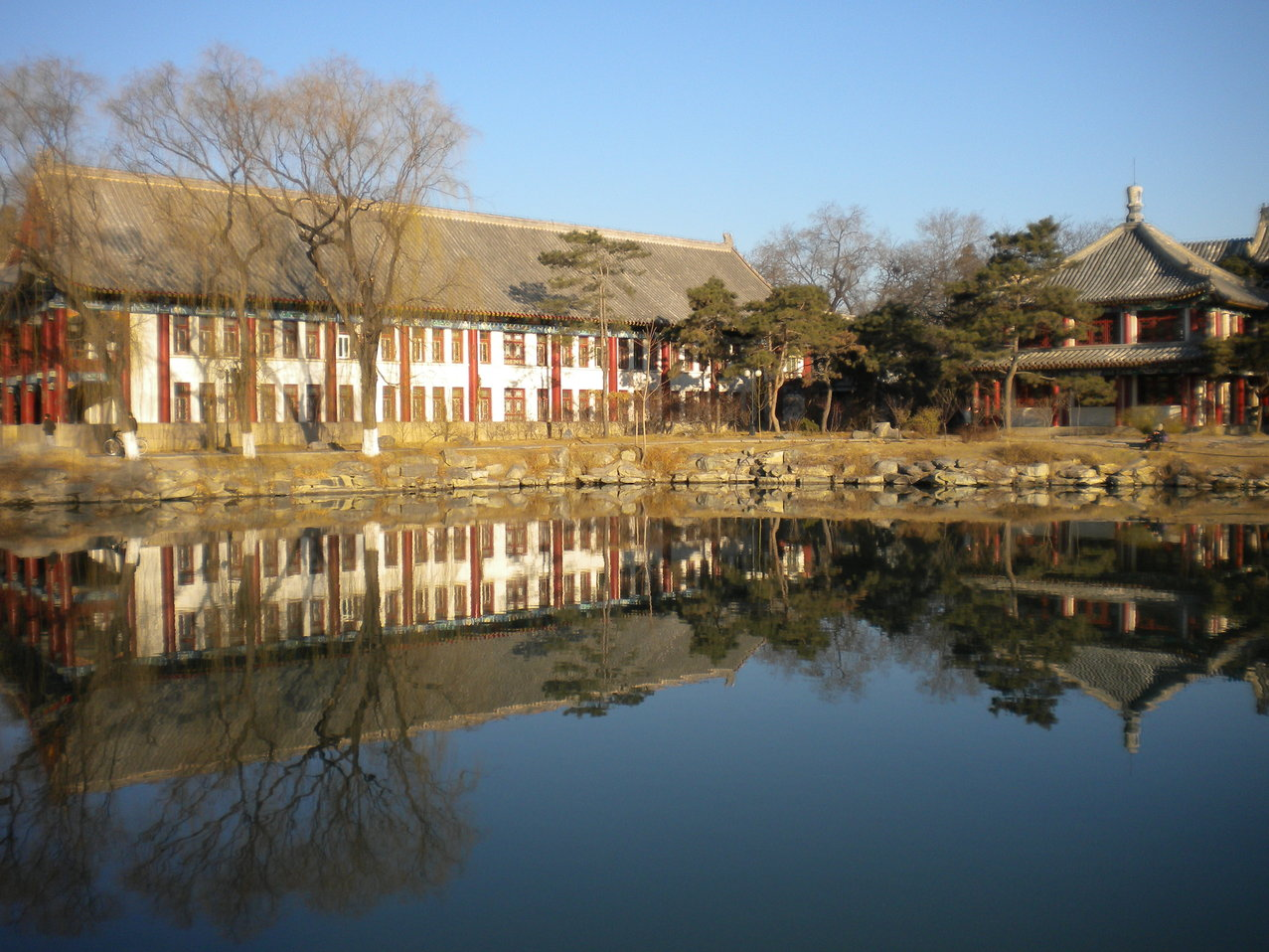
كلية العمارة والمناظر الطبيعية
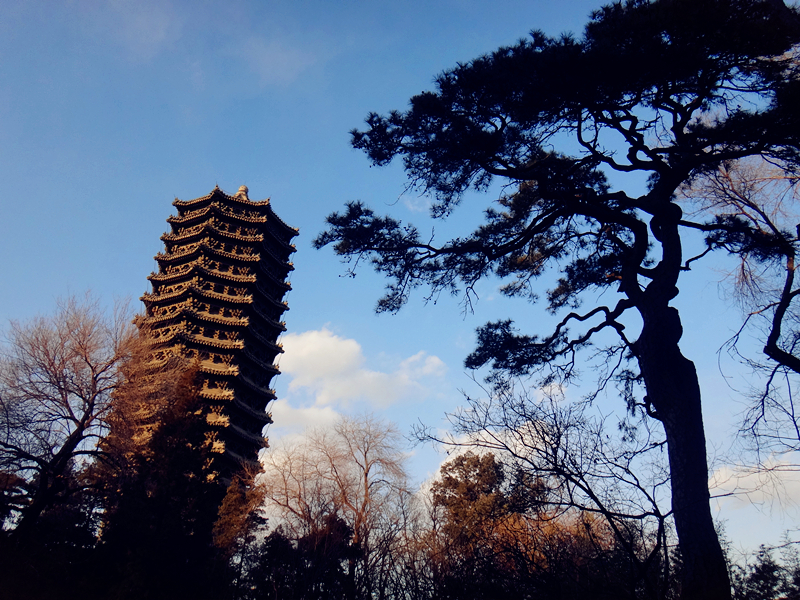
بويا باغودا
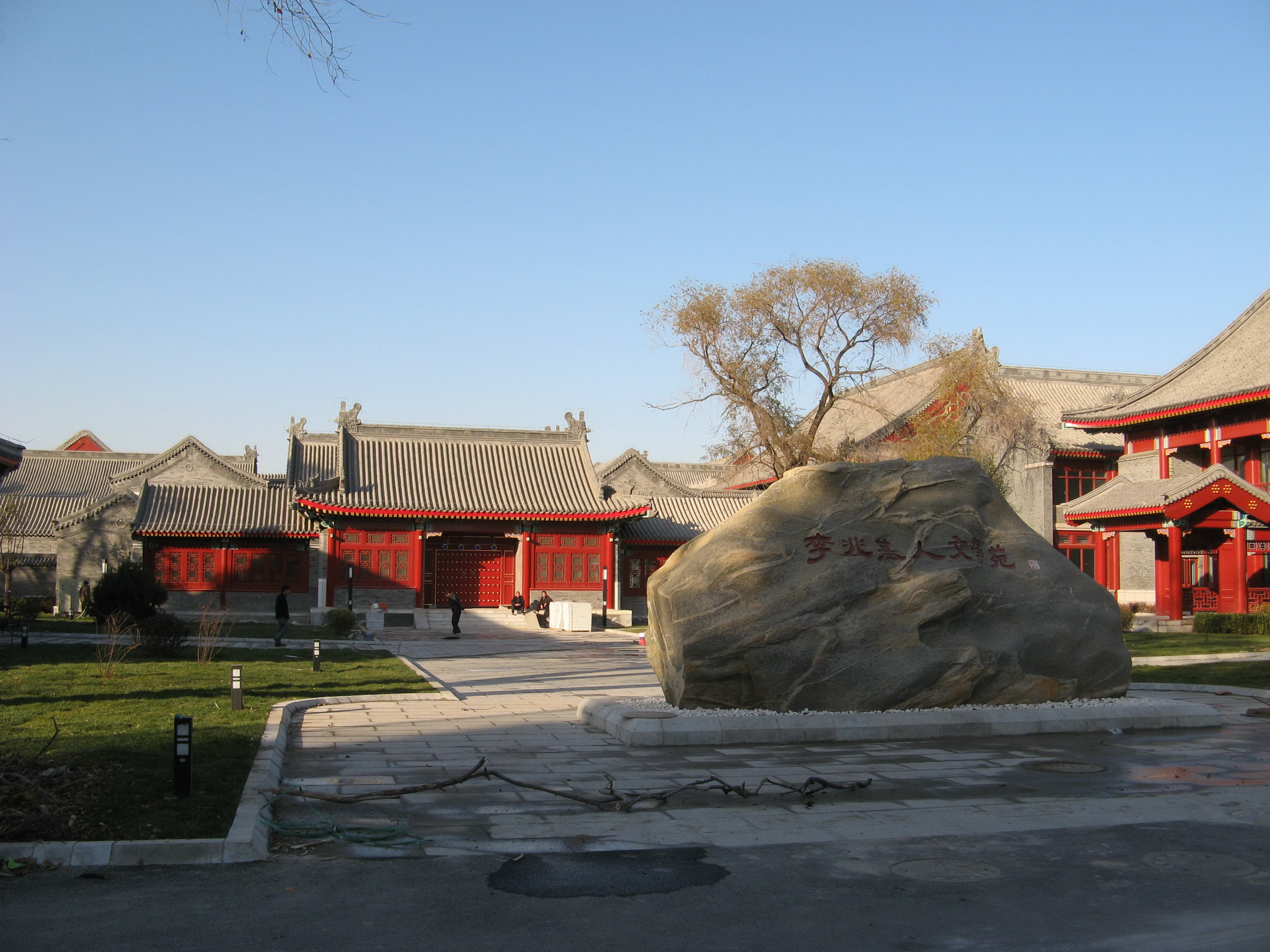
مباني العلوم الإنسانية
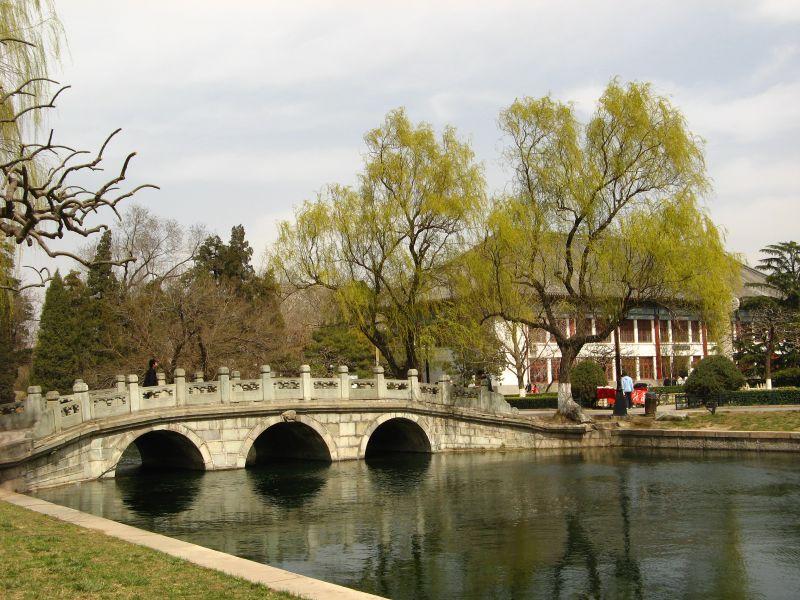
جسر حجري داخل الحرم الجامعي
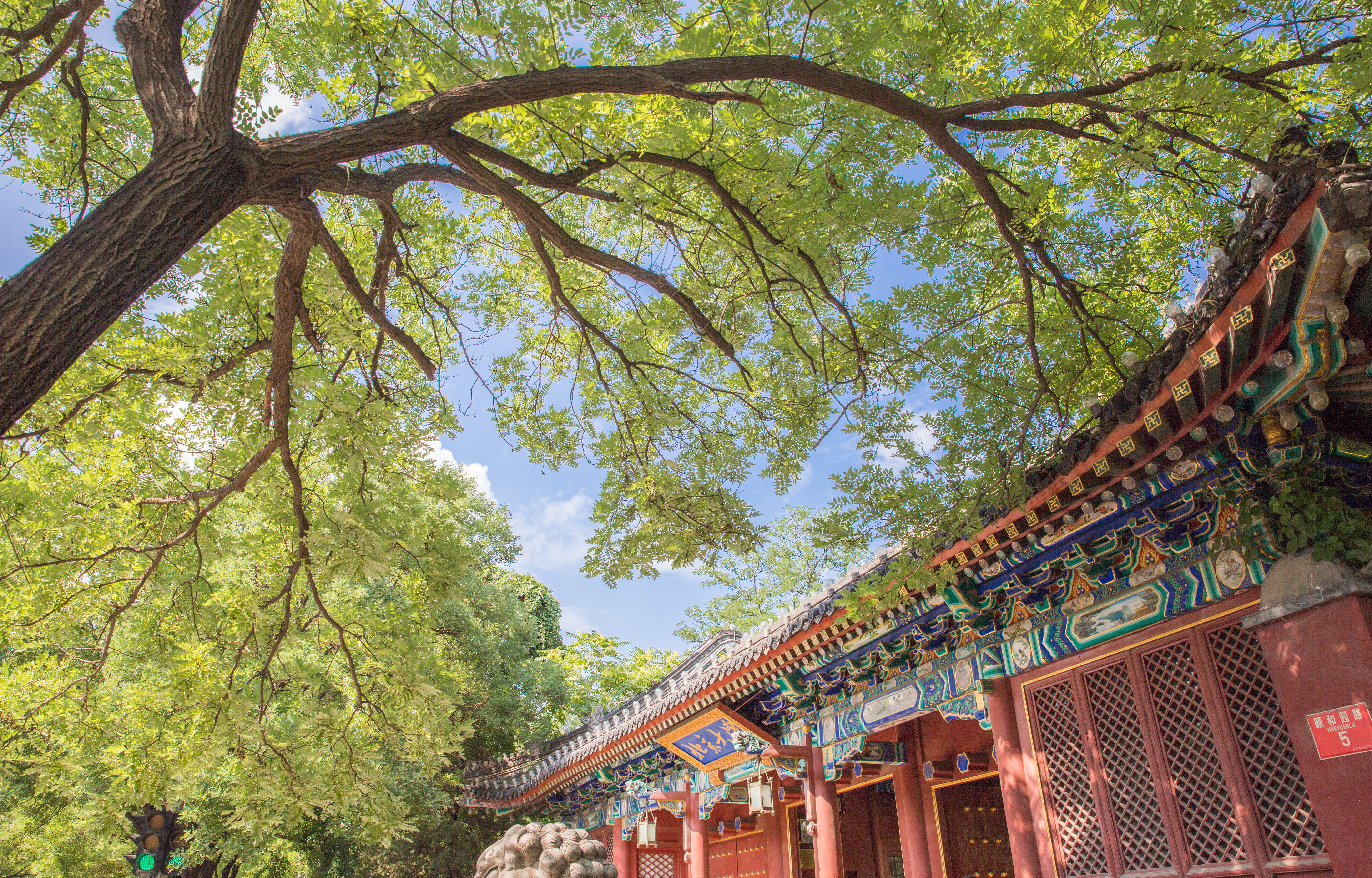
البوابة الغربية جامعة بكين
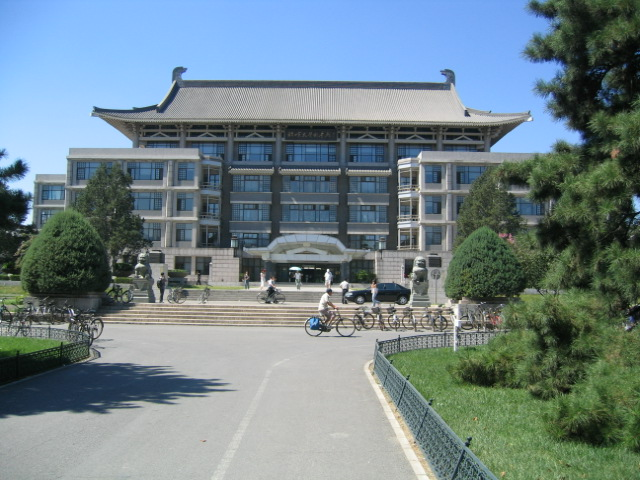
مكتبة جامعة بكين الرئيسية
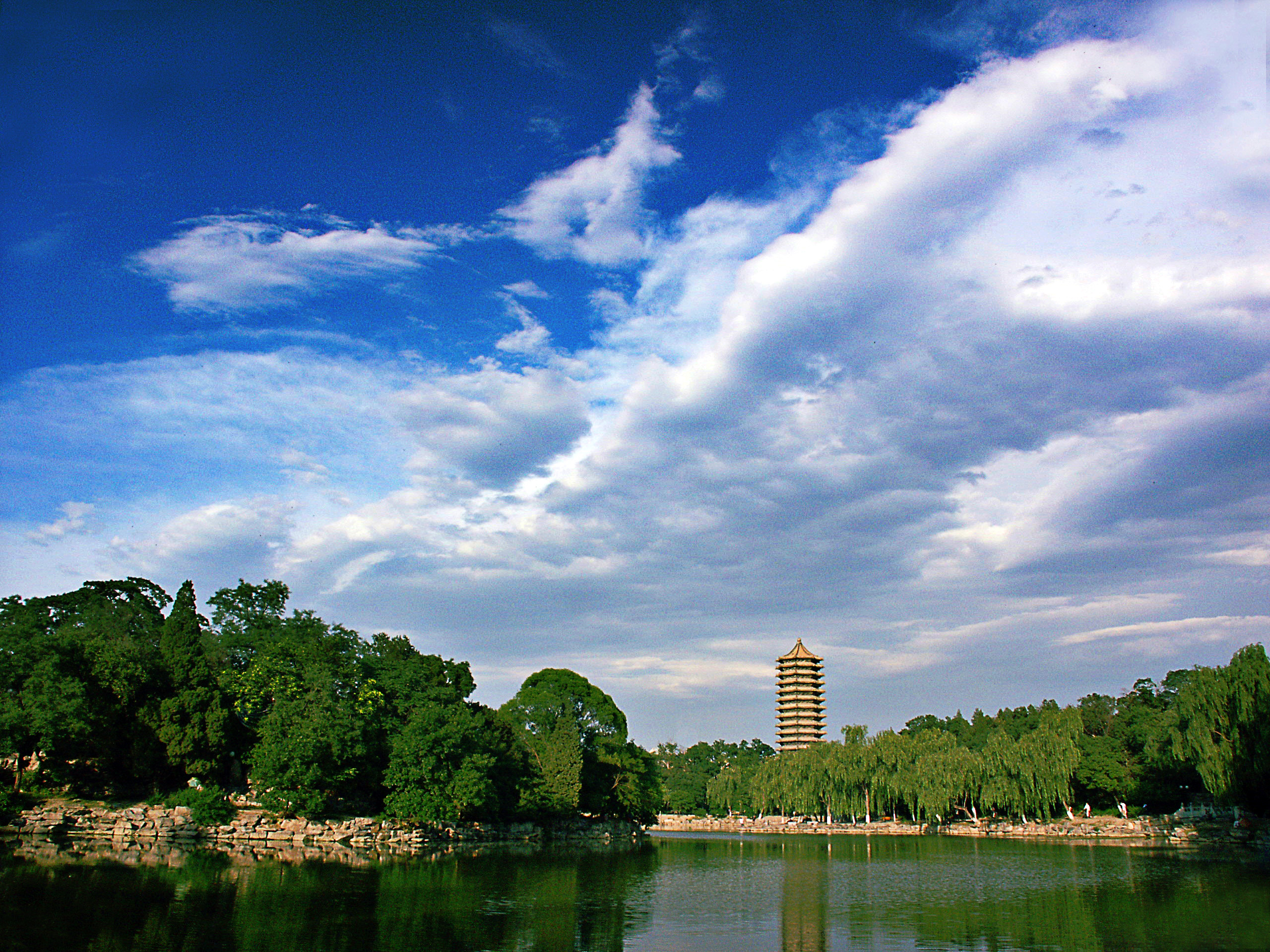
تحتل بحيرة ويمينغ الجزء المركزي من حرم جامعة بكين
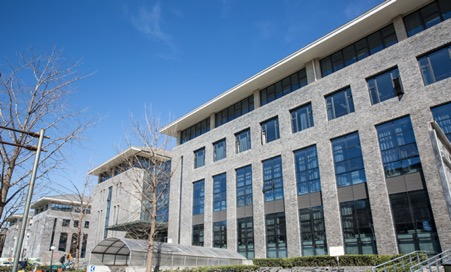
مبنى تدريس العلوم بجامعة بكين
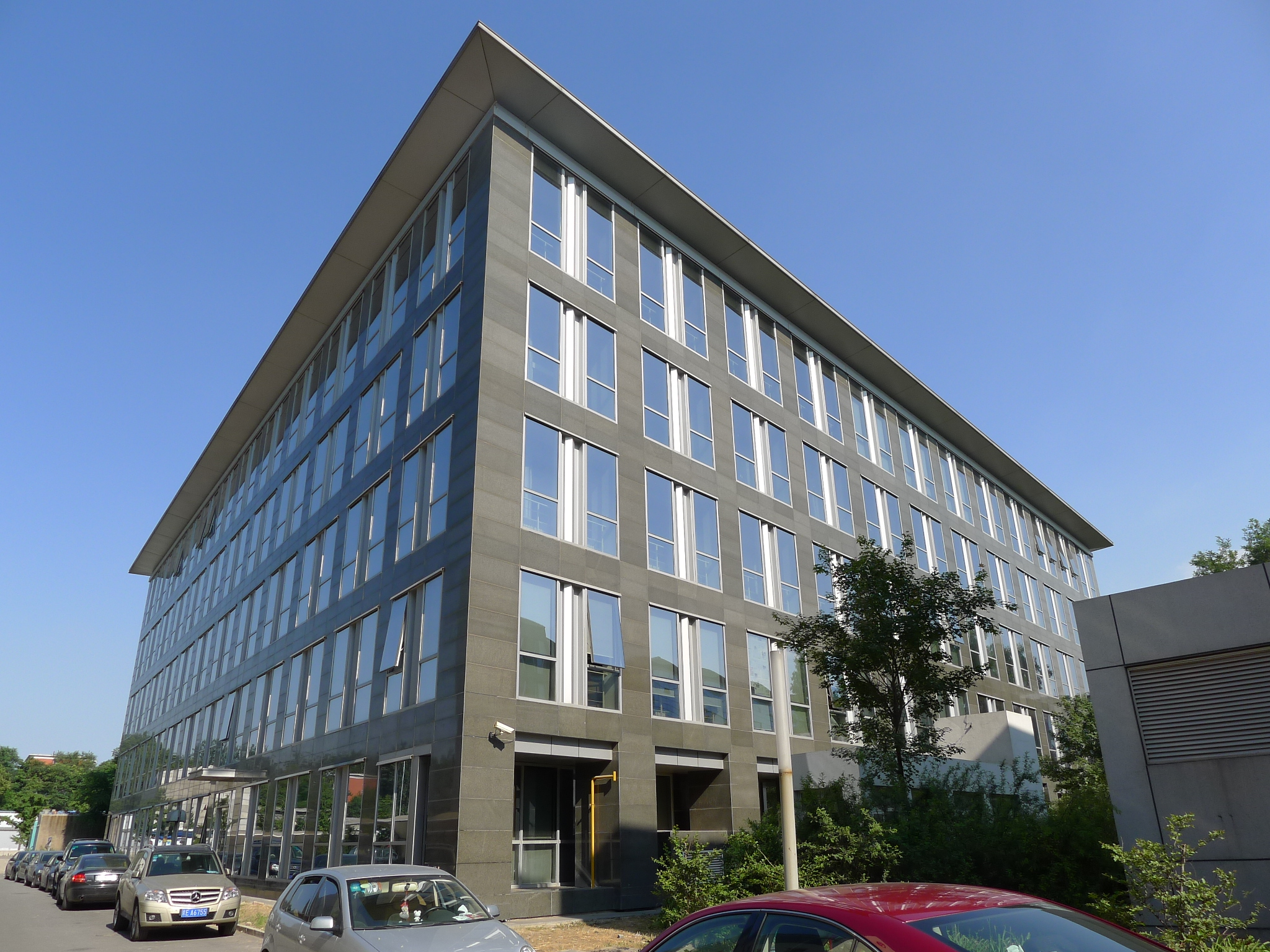
مدرسة الدراسات الدولية
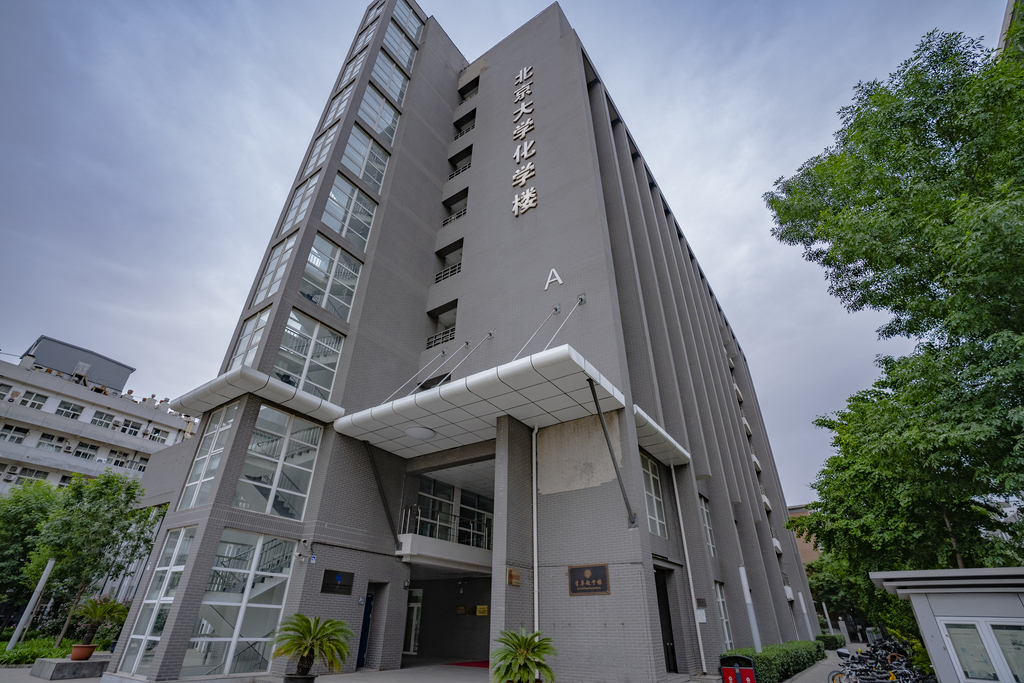
كلية الكيمياء والهندسة الجزيئية
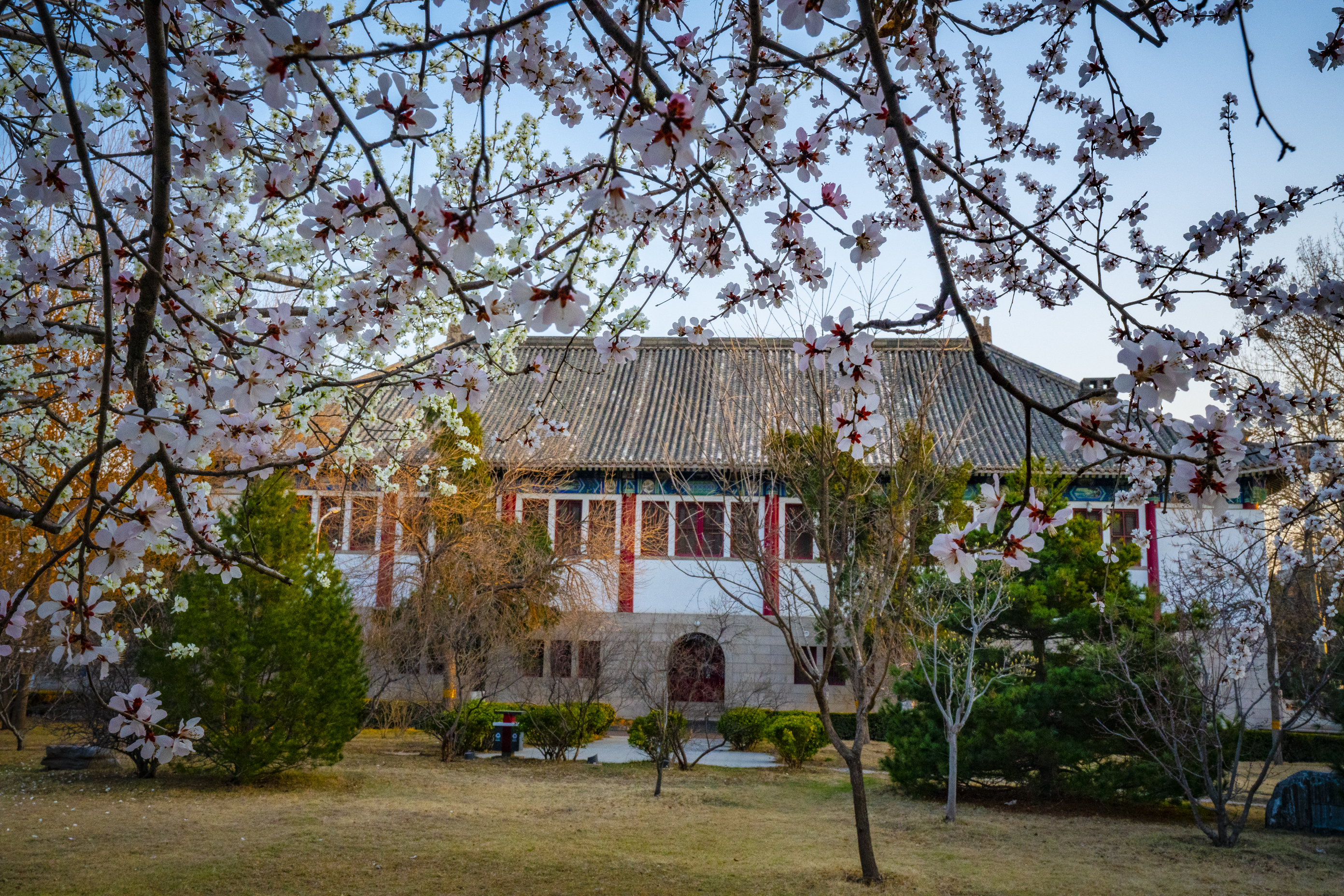
جامعة بكين خلال فصل الربيع. الزهور تتفتح في كل مكان.
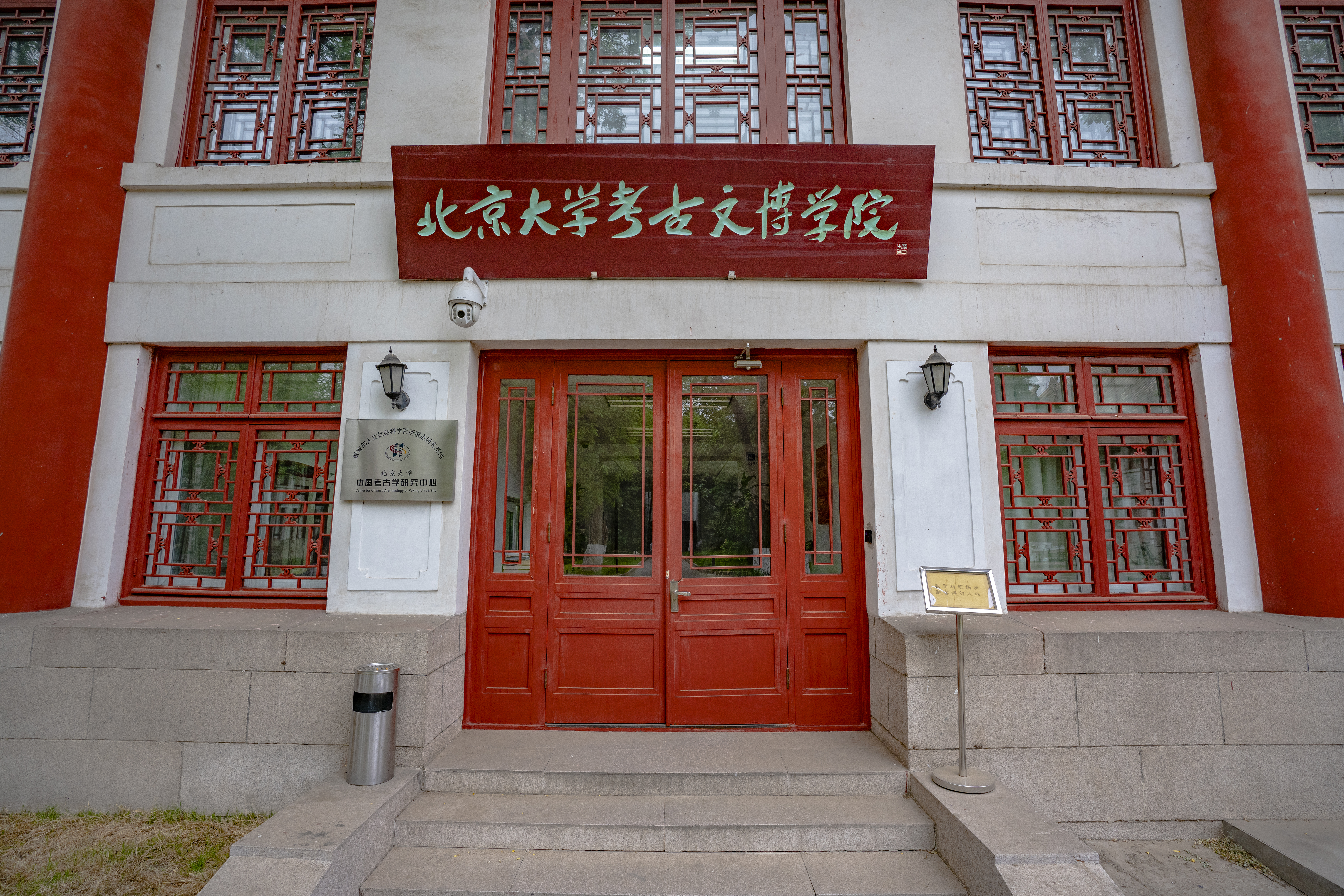
مدرسة الآثار والمتاحف
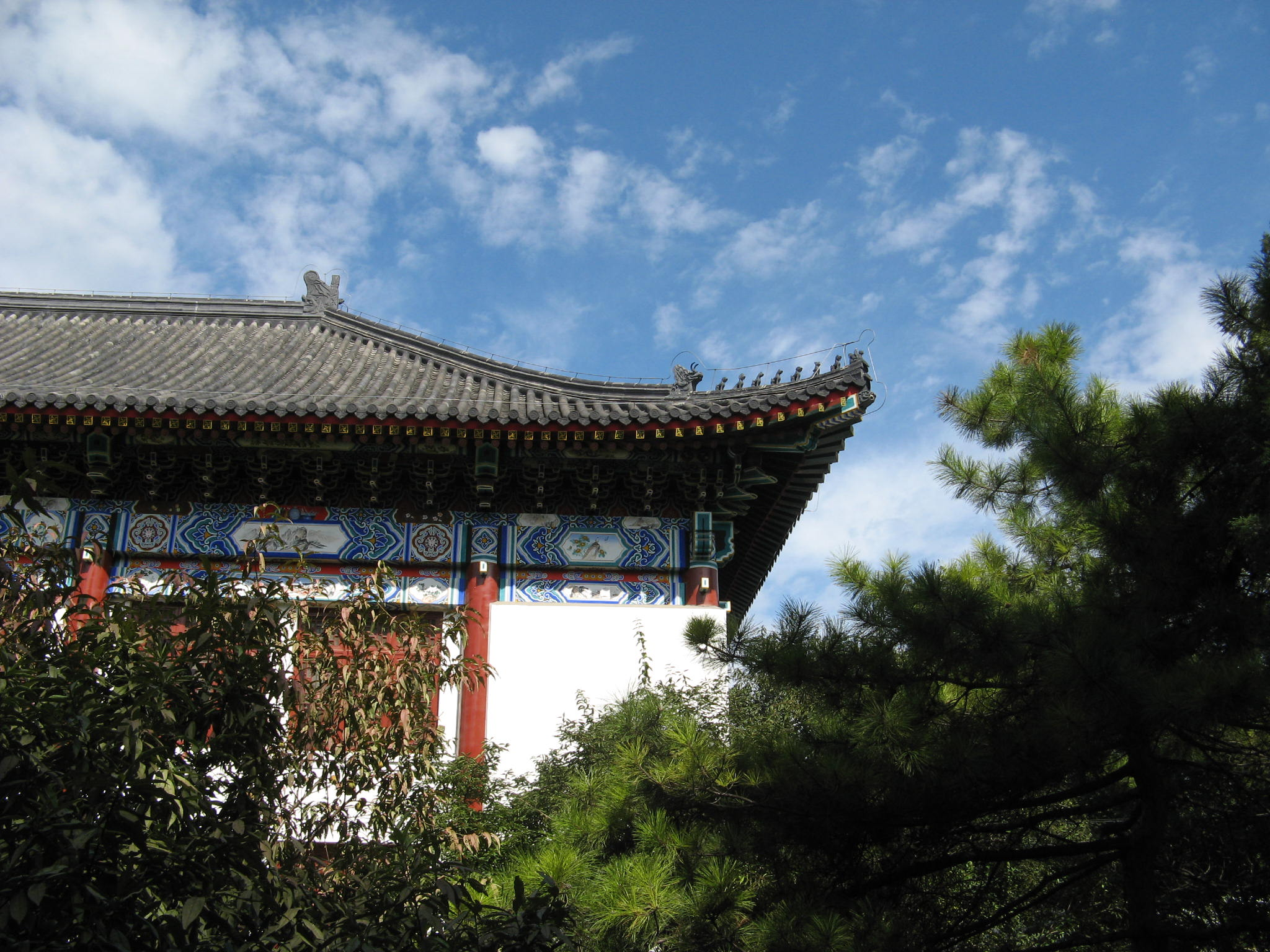
متحف آرثر م.ساكلر للفنون والآثار
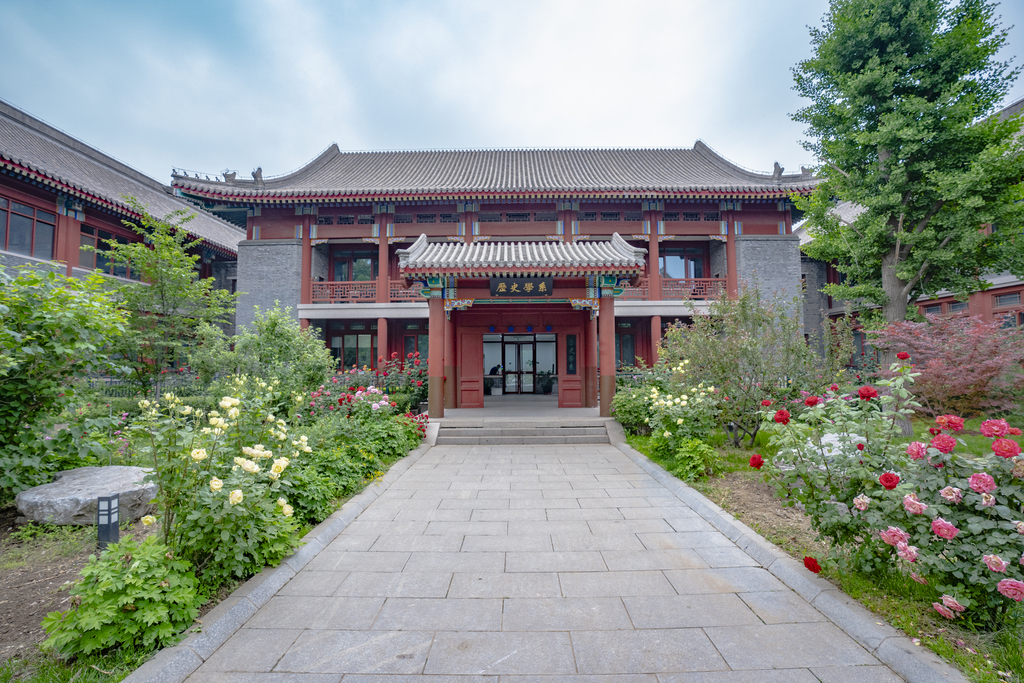
قسم التاريخ
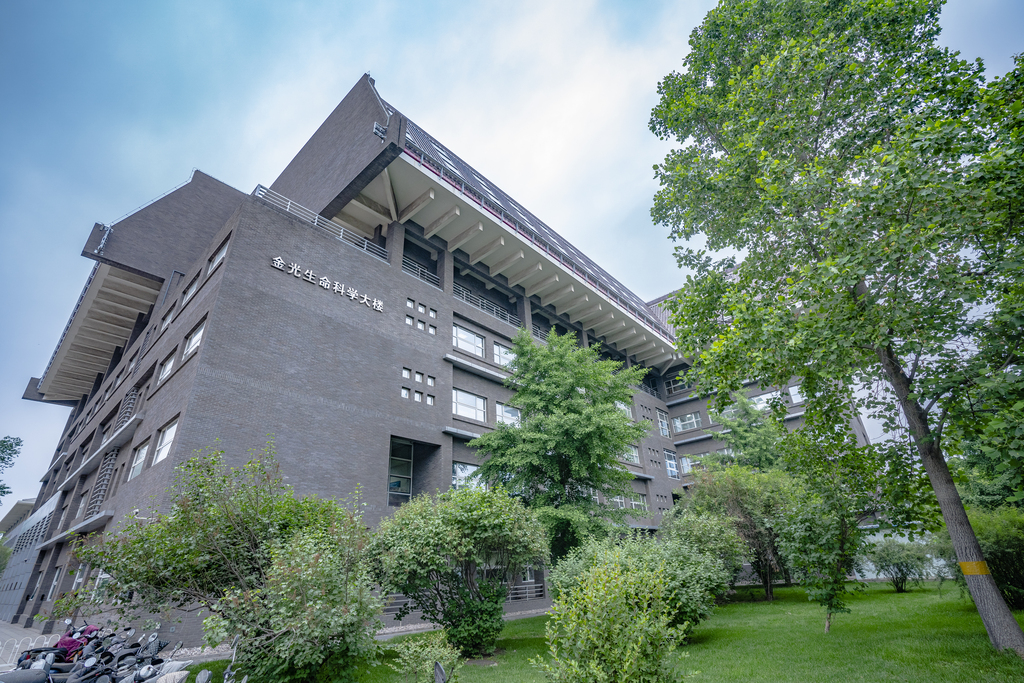
كلية علوم الحياة
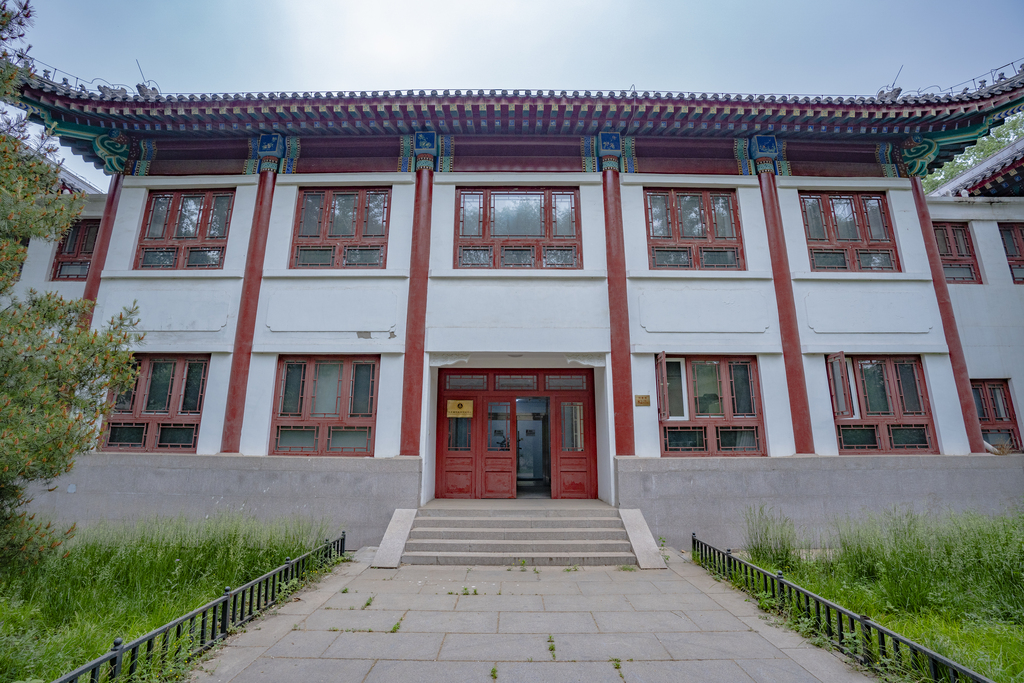
مركز بكين الدولي للبحوث الرياضية
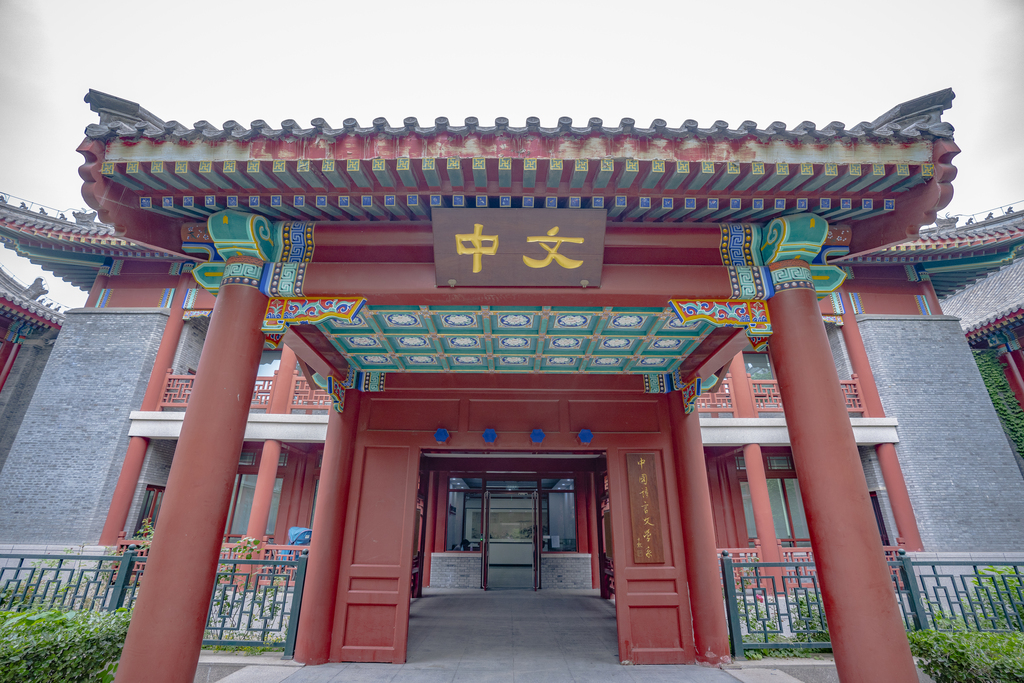
قسم اللغة الصينية وآدابها

## الحياة الدراسية

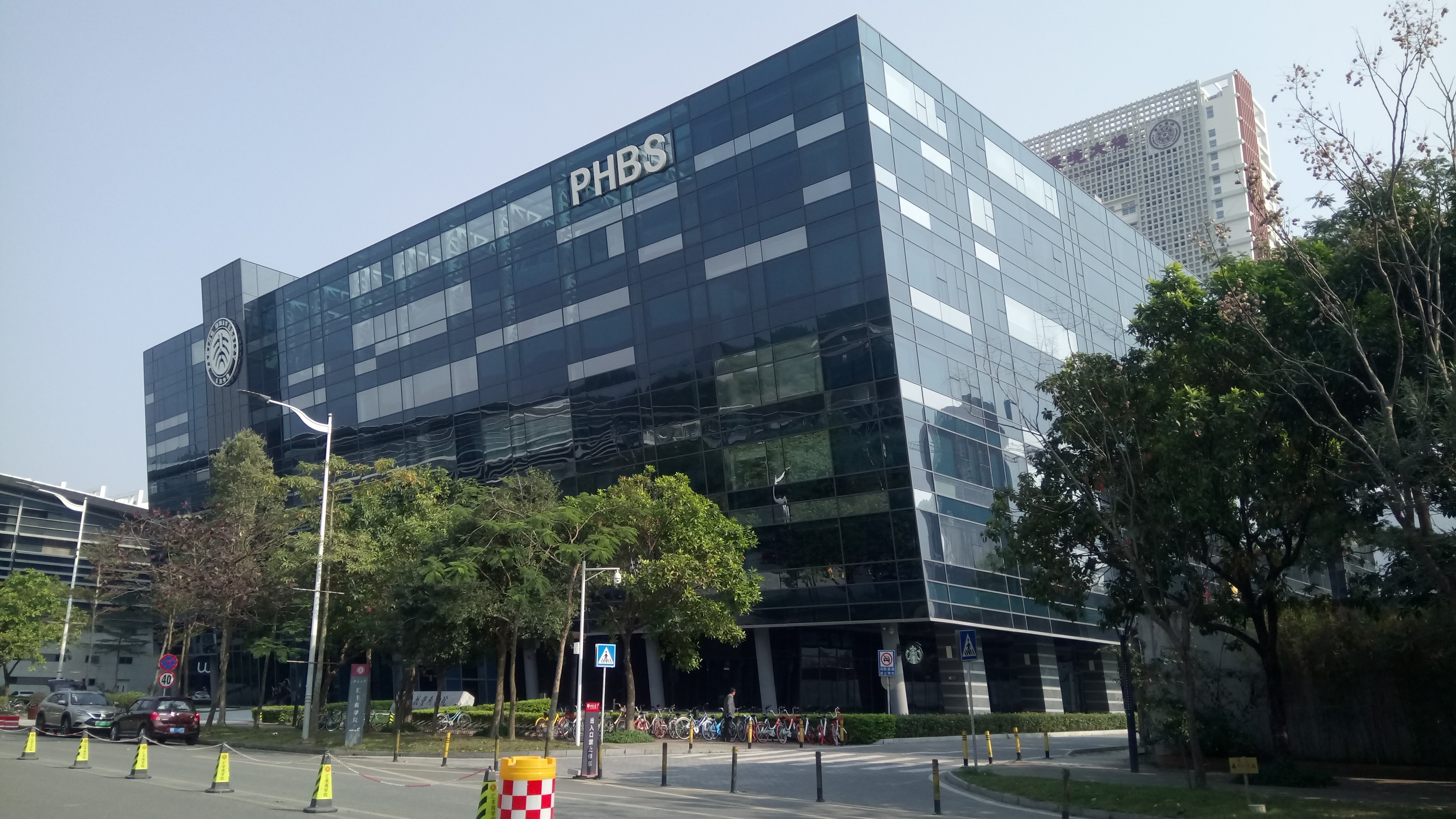
كلية إدارة الأعمال جامعة بكين في حرمها الجامعي في شنتشن.

تتكون جامعة بكين من 30 مدرسة و 12 قسمًا، مع 125 تخصصًا للطلاب الجامعيين وتخصصين لشهادة البكالوريوس الثانية و 282 برنامجًا لمرشحي درجة الماجستير و 258 برنامجًا لمرشحي الدكتوراه.
في الوقت الحاضر، تضم جامعة بكين 216 مؤسسة بحثية ومركزًا بحثيًا، بما في ذلك مركزان وطنيان للبحوث الهندسية، و 81 تخصصًا وطنيًا رئيسيًا، و 12 مختبرًا وطنيًا رئيسيًا. مع 8 ملايين من المقتنيات، تعد مكتبة الجامعة الأكبر من نوعها في آسيا.
تدير جامعة بكين ومعهد جورجيا للتكنولوجيا وجامعة إيموري مجتمعين قسم والاس إتش كولتر للهندسة الطبية الحيوية. أصبحت جامعة بكين مركزًا للتدريس والبحث، وتتألف من فروع متنوعة للتعلم مثل العلوم البحتة والتطبيقية، والعلوم الاجتماعية والإنسانية، وعلوم الإدارة والتعليم.
على مدار القرن الماضي، أصبح بعض خريجي جامعة بكين رؤساء لجامعات صينية كبرى أخرى، بما في ذلك رئيس جامعة تسينغ - هوا السابق لوه جيالون، ورئيس جامعة رنمين يوان باوهوا، ورئيس جامعة جيجيانغ تشيان سان تشيانغ، ورئيس جامعة فودان تشانغ زيرانغ، ورئيس جامعة نانكاي تنغ ويتساو.

### المدارس والمعاهد
- كلية العلوم
- كلية المعلومات والهندسة
- كلية العلوم الإنسانية
- كلية العلوم الاجتماعية
- كلية الاقتصاد والإدارة
- مركز العلوم الصحية بجامعة بكين
- مدرسة شنتشن للدراسات العليا

### التصنيفات

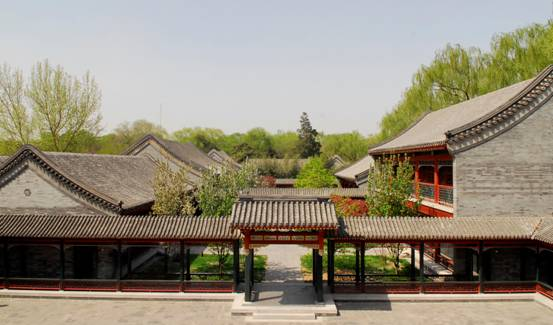
تقع حديقة لانجرون في المنطقة الشمالية الشرقية من الجامعة.

جاءت الجامعة في تصنيف كيو إس للجامعات العالمية لعام 2006 في المرتبة الأولى في منطقة آسيا وأوقيانوسيا بأكملها والمرتبة 14 في العالم. في تصنيف كيو إس لتوظيف الخريجين لعام 2017، وهو التصنيف السنوي لتوظيف خريجي الجامعات، احتلت جامعة بكين المرتبة 11 في العالم والثالثة في منطقة آسيا والمحيط الهادئ.
في عام 2018، احتلت جامعة بكين المرتبة الأولى في الصين والدول الناشئة، والثانية في منطقة آسيا والمحيط الهادئ، والمرتبة 27 في العالم وفقًا تصنيف مجلة تايمز للتعليم العالي للجامعات العالمية. تصدرت بكين تصنيف تايمز للتعليم العالي والاقتصادات الناشئة التي تم إطلاقها حديثًا منذ إنشائها في عام 2014 قبل أن تفقد هذا المركز الأول أمام تسينغهوا في عام 2019.
اعتبارًا من عام 2021، صنف تصنيف مجلة تايمز للتعليم العالي للجامعات العالمية جامعة بكين في المرتبة 16 في العالم والأولى في الصين ومنطقة آسيا والمحيط الهادئ، مع وضع مؤشرات أداء التدريس والبحث في المركزين الرابع والتاسع في العالم على التوالي، وهما نقاط قوة تاريخية لـ الجامعة. صنفت مجلة يو إس نيوز آند وورد ريبورت جامعة بكين في المرتبة 45 في العالم والخامسة في آسيا والثانية في الصين. صنف تصنيف كيو إس للجامعات العالمية جامعة بكين في المرتبة 16 في العالم والثانية في آسيا. احتلت جامعة بكين أيضًا المرتبة 15 في العالم والأولى في منطقة آسيا والمحيط الهادئ بأكملها في تصنيف البعثات الجامعية الثلاث.

## الخريجون البارزون

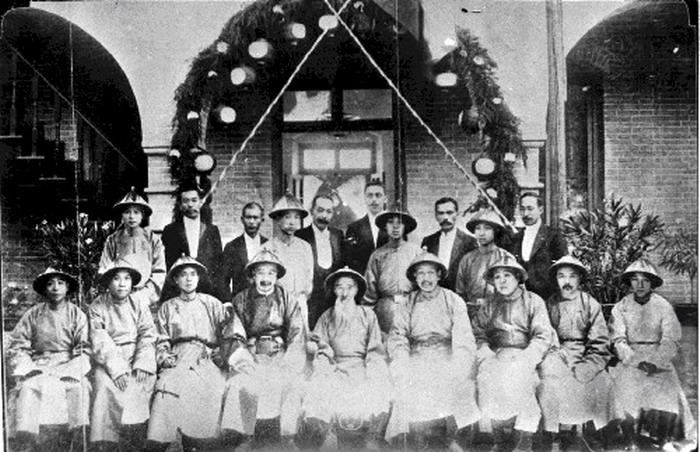
أعضاء هيئة التدريس في جامعة بكين عام 1903: مشهد من بدايات التعليم العالي الحديث في الصين

وفقًا لتصنيف سي يو أيه أيه لعام 2015 للخريجين البارزين في السياسة، أنتجت جامعة بكين أبرز السياسيين من بين جميع الجامعات في الصين. اعتبارًا من عام 2017، يعمل 88 من خريجي جامعة بكين حاليًا في الحكومة في مناصب نائب وزير أو أعلى. ومن بين الخريجين البارزين عضوان من سبعة أعضاء في اللجنة الدائمة للحزب الشيوعي الصيني، ورئيس وزراء الصين لي كه تشيانغ، والأمين الحالي للجنة المركزية لفحص الانضباط، تشاو ليجي. من بين الخريجين الآخرين في السياسة نائب رئيس الوزراء الصيني الحالي هو تشون هوا، وزير التعليم الحالي، تشين باوشينغ، وزير العدل الحالي، وزير الموارد الطبيعية الحالي، الحاكم الحالي للبنك المركزي الصيني، يي جانج، والوزير السابق التجارة، بو شيلاي.
من بين الخريجين البارزين في العلوم الحائزة على جائزة نوبل تو يويو، التي حصلت على جائزة نوبل في علم وظائف الأعضاء أو الطب بالاشتراك مع ويليام سي كامبل وساتوشي أومورا عن عملها في اكتشاف مادة الأرتيميسينين وداي هيدروأرتيميسينين المستخدمة في علاج الملاريا. المساهمون في برنامج الأسلحة النووية الصيني تشيان سانكيانغ ودنغ جياشيان، والفيزيائي «والد القنبلة الهيدروجينية الصينية» يو مين والفيزيائي النووي تشو جوانجيا وعالم فيزياء الجسيمات ومكتشف الحفظ الجزئي للتيار المحوري تشو قوانغتشو؛ عالم الرياضيات وزميل ماك آرثر يتانغ تشانغ، جراح الأعصاب وانج زونج تشينج، أخصائي أمراض الرئة والحاصل على وسام الجمهورية تشونغ نان شان، وكبير الاقتصاديين في البنك الدولي، جاستن ييفو لين.
من بين الخريجين البارزين في العلوم الإنسانية والفنون المؤلف لو شون، والفيلسوف وكاتب المقالات هو شيه، الموسوعي لين يوتانغ، والفيلسوف ليانج شومينغ، ومعلم أسرة تشينغ غو هونغ مينغ، وعالم الأنثروبولوجيا فاي شياوتونغ، والمترجم لي بولو، وعالم الكمبيوتر وانغ شوان، والمؤلف جين يونغ.
من بين الخريجين البارزين في مجال الأعمال المؤسس المشارك والرئيس التنفيذي لشركة بايدو، الملياردير روبن لي، ورجل الأعمال في مجال العملات المشفرة جاستن صن.
من بين الخريجين البارزين الآخرين خبيرة الشطرنج، وبطلة الشطرنج العالمي للسيدات أربع مرات، هو إيفان.

## أنظر كذلك
- جامعة تيانجين

## أعلام
- إدغار سنو
- يانغ تشونغ جيان